# Ivona Krmelová
Ivona Krmelová (nascida em 29 de outubro de 1969) é uma ginasta checa. Ela competiu em seis eventos nos Jogos Olímpicos de Verão de 1988.